# Сезон ФК «Карпати» (Львів) 1971
| «Карпати» (Львів) у сезоні 1971 | «Карпати» (Львів) у сезоні 1971                      |
| ------------------------------- | ---------------------------------------------------- |
| Ліга                            | Вища ліга                                            |
| Місце в лізі                    | 10                                                   |
| Раунд у Кубку                   | 1/8                                                  |
| Старший тренер                  | Ернест Юст                                           |
| Тренер                          | Анатолій Полосін                                     |
| Начальник команди               | Карло Мікльош                                        |
| Стадіон                         | «Дружба» (Львів)                                     |
| Найбільше матчів у лізі         | Ігор Кульчицький, Остап Савка, Богдан Грещак — по 30 |
| Найкращий бомбардир у лізі      | Ігор Кульчицький — 7                                 |

Сезон «Карпат» (Львів) 1971 — дев'ятий сезон «Карпат» (Львів). Команда дебютувала у вищій лізі, де посіла 10-е місце серед 16 команд, у Кубку СРСР у 1/8 фіналу поступилися в двоматчевому протистоянні ростовському СКА 0:2 (у гостях) і 1:0 (удома).

## Головні події
«Карпати» хоч і посіли десяте місце, однак набрали стільки ж очок, як і московське «Торпедо», яке фінішувало на сьомому місці. Львів'яни грали обережно, поступово звикаючи до вищої ліги. Майбутній чемпіон — київське «Динамо» — поступився у Львові 1:3. У більшості зустрічей (18) «Карпати» задовільнялися очком. Найкращим бомбардиром команди став Ігор Кульчицький, який всі свої 7 м'ячів забив з пенальті.

## Чемпіонат
| Місце | Клуб                   | «Карпати» — клуб | «Карпати» — клуб | І  | В  | Н  | П  | М     | О  |
| Місце | Клуб                   | удома            | у гостях         | І  | В  | Н  | П  | М     | О  |
| ----- | ---------------------- | ---------------- | ---------------- | -- | -- | -- | -- | ----- | -- |
| 1.    | «Динамо» (Київ)        | 3:1              | 0:1              | 30 | 17 | 10 | 3  | 41-17 | 44 |
| 2.    | «Арарат» (Єреван)      | 2:2              | 1:1              | 30 | 13 | 11 | 6  | 37-28 | 37 |
| 3.    | «Динамо» (Тбілісі)     | 2:2              | 0:0              | 30 | 14 | 8  | 8  | 33-33 | 36 |
| 4.    | «Зоря» (Ворошиловград) | 0:0              | 0:1              | 30 | 11 | 11 | 8  | 29-23 | 33 |
| 5.    | «Динамо» (Москва)      | 1:3              | 0:0              | 30 | 9  | 13 | 8  | 35-22 | 31 |
| 6.    | «Спартак» (Москва)     | 1:1              | 0:3              | 30 | 9  | 13 | 8  | 35-31 | 31 |
| 7.    | «Торпедо» (Москва)     | 0:0              | 1:1              | 30 | 4  | 20 | 6  | 27-27 | 28 |
| 8.    | «Кайрат» (Алма-Ата)    | 2:3              | 2:2              | 30 | 9  | 10 | 11 | 36-40 | 28 |
| 9.    | «Нефтчі» (Баку)        | 1:1              | 0:4              | 30 | 9  | 10 | 11 | 30-34 | 28 |
| 10.   | «Карпати» (Львів)      |                  |                  | 30 | 5  | 18 | 7  | 30-35 | 28 |
| 11    | «Динамо» (Мінськ)      | 3:1              | 0:0              | 30 | 8  | 12 | 10 | 36-43 | 28 |
| 12    | ЦСКА (Москва)          | 2:2              | 1:1              | 30 | 7  | 12 | 11 | 34-36 | 26 |
| 13    | «Зеніт» (Ленінград)    | 0:0              | 0:0              | 30 | 8  | 10 | 12 | 29-32 | 26 |
| 14    | СКА (Ростов-на-Дону)   | 3:1              | 0:3              | 30 | 9  | 8  | 13 | 35-43 | 26 |
| 15    | «Пахтакор» (Ташкент)   | 3:0              | 0:0              | 30 | 8  | 10 | 12 | 29-46 | 26 |
| 16    | «Шахтар» (Донецьк)     | 1:0              | 1:1              | 30 | 10 | 4  | 16 | 31-37 | 24 |

### Статистика гравців
У чемпіонаті за клуб виступали 22 гравці:
| Футболіст             | Дата народження   | Ігри     | Голи     |
| Воротарі              | Воротарі          | Воротарі | Воротарі |
| --------------------- | ----------------- | -------- | -------- |
| Габор Вайда           | 11 травня 1944    | 27       |          |
| Олександр Швойницький | 30 листопада 1948 | 4        |          |
| Захисники             |                   |          |          |
| Іван Герег            | 24 травня 1944    | 24       |          |
| Анатолій Рибак        | 27 лютого 1946    | 20       | 3        |
| Петро Данильчук       | 10 лютого 1940    | 18       |          |
| Ростислав Поточняк    | 26 січня 1948     | 17       |          |
| Валерій Сиров         | 1 вересня 1946    | 17       |          |
| Борис Сорока          | 4 вересня 1942    | 15       |          |
| Михайло Сарабін       | 4 квітня 1948     | 3        |          |
| Богдан Копитчак       | 28 березня 1947   | 1        |          |
| Півзахисники          |                   |          |          |
| Ігор Кульчицький      | 13 серпня 1941    | 30       | 7        |
| Остап Савка           | 4 квітня 1947     | 30       | 3        |
| Лев Броварський       | 30 листопада 1948 | 29       |          |
| Тарас Шулятицький     | 22 травня 1945    | 16       | 1        |
| Роман Покора          | 22 лютого 1948    | 10       | 1        |
| Володимир Булгаков    | 1 січня 1947      | 2        |          |
| Нападники             |                   |          |          |
| Богдан Грещак         | 31 березня 1944   | 30       | 4        |
| Геннадій Лихачов      | 16 червня 1946    | 24       | 1        |
| Янош Габовда          | 16 липня 1941     | 23       | 5        |
| Роман Хижак           | 26 вересня 1950   | 21       | 5        |
| Володимир Данилюк     | 4 липня 1947      | 6        |          |
| Іван Шопа             | 17 вересня 1948   | 3        |          |

## Кубок СРСР
| Етап | Дата            | Господар             | Рахунок | Гість                |
| ---- | --------------- | -------------------- | ------- | -------------------- |
| 1/16 | 16 березня 1971 | «Карпати» (Львів)    | 2:2     | «Памір» (Душанбе)    |
| 1/16 | 20 березня 1971 | «Памір» (Душанбе)    | 0:1     | «Карпати» (Львів)    |
| 1/8  | 27 березня 1971 | СКА (Ростов-на-Дону) | 2:0     | «Карпати» (Львів)    |
| 1/8  | 31 березня 1971 | «Карпати» (Львів)    | 1:0     | СКА (Ростов-на-Дону) |